# Hugh Thompson
Hugh Thompson jr. (ur. 15 kwietnia 1943 w Atlancie w stanie Georgia, zm. 6 stycznia 2006 w Alexandrii w stanie Luizjana) – amerykański pilot śmigłowca, znany z przeprowadzonej przez siebie akcji ratowania ofiar masakry w Mỹ Lai podczas wojny wietnamskiej.

## Życiorys
Urodził się 15 kwietnia 1943 w Atlancie w Stanach Zjednoczonych w rodzinie wojskowego Hugh Thompsona seniora, weterana II wojny światowej. Młody Thompson wstąpił do marynarki wojennej w 1961 roku, lecz wystąpił z niej w 1964. Następnie, w 1966 roku przeszedł do armii amerykańskiej i ukończył szkolenie jako pilot śmigłowca w Fort Wolters w Teksasie i Fort Rucker w Alabamie. Następnie w 1967 roku został wysłany na wojnę w Wietnamie z kompanią B 123. batalionu lotniczego 23 Dywizji Piechoty.
16 marca 1968 roku 25-letni wówczas chorąży (WO-3) Thompson prowadził jako pilot lekkiego śmigłowca OH-23 misję zwiadowczą w rejonie wsi Mỹ Lai. Sądził początkowo, że oddziały amerykańskie są obecne w wiosce, aby chronić miejscową ludność. Gdy zorientował się, że piechota strzela do bezbronnych cywilów, postanowił interweniować wraz z pozostałymi swojej członkami załogi (Lawrence Colburn i Glenn Andreotta) i wylądował swoim śmigłowcem na polu walki. Pod groźbą otwarcia ognia z działek śmigłowca do obecnych na miejscu żołnierzy amerykańskich, zażądał od oficerów dowodzących na miejscu, wyższych od niego stopniem, powstrzymania dalszej masakry. W tym czasie żołnierze amerykańscy przygotowywali się do wysadzenia w powietrze chaty z rannymi Wietnamczykami, czego zaprzestali. Załodze helikoptera, która wezwała następnie dwa dalsze śmigłowce, przypisuje się oprócz powstrzymania masakry, uratowanie jedenastu rannych osób, ewakuowanych z wioski. 
Po odbyciu służby w Wietnamie Thompson pozostał w armii jako instruktor pilotażu, służąc w wielu miejscach. Odszedł na emeryturę w 1983 w randze majora. Później zajmował się sprawami weteranów w agencji rządu stanu Luizjana i dawał gościnne wykłady na United States Naval Academy w Annapolis.
Colburn i Thompson zostali przypomniani w 1989 roku w programie dokumentalnym o Mỹ Lai. Profesor Clemson University, David Egan, który miał własne doświadczenia z II wojny światowej, podjął kampanię mającą na celu uznanie załogi śmigłowca za bohaterów i przyznanie im odznaczenia. Dokładnie 30 lat po wydarzeniach w Mỹ Lai, 6 marca 1998 roku trzej amerykańscy lotnicy otrzymali najwyższe wojskowe odznaczenie za odwagę wykazaną w sytuacji braku bezpośredniego kontaktu z wrogiem – Medal Żołnierza (Glenn Andreotta pośmiertnie, gdyż zginął w Wietnamie miesiąc po Mỹ Lai). Ceremonia miała miejsce pod pomnikiem Vietnam Veterans Memorial.
Hugh Thompson zmarł po chorobie nowotworowej w styczniu 2006 roku.